# Драгиша Михић
Драгиша Михић, (Горажде, 20. март 1959) је генерал-мајор Министарства унутрашњих послова Републике Српске у пензији.

## Биографија
Рођен је 1959. године у Горажду, од оца Ранка и мајке Савке Има брата Сашу. По националности је Србин. Ожењен је и у браку са супругом Биљаном има двоје дјеце. Крсна слава породице је Сабор светог архангела Михаила - Аранђеловдан (21. новембар).
Завршио је Основну школу "Никола Тесла" у Горажду (седам разреда), а осми разред у Основној школи "Братство и јединство" у Сарајеву 1973; Гимназију "Браћа Рибар" у Сарајеву 1977; Економски факултет у Сарајеву 1982. и специјалистички курс Службе државне безбједности при Институту безбједности у Београду 1983. Након завршетка факултета запослио се у Службу државне безбједности Министарства унутрашњих послова Социјалистичке Републике Босне и Херцеговине, гдје је редовно и ванредно унаnређиван. Двадесетог октобра 1995. године ванредно је унапријеђен из чина мајора у чин пуковника, а у чин генерал-мајора полиције ванредно је унапријеђен 3. априла 1996. године.
Обављао је послове и дужности: оперативца, инспектора и вишег инспектора у Служби државне безбједности Министарства унутрашњих послова Социјалистичке Републике Босне и Херцеговине у Сарајеву; начелника Одјељења за обавјештајне и контраобавјештајне послове Службе државне безбједности у Центру служби безбједности Сарајево; начелника Прве управе Ресора државне безбједности Министарства унутрашњих послова Републике Српске; замјеника начелника Ресора државне безбједности Министарства унутрашњих послова Републике Српске и начелника Ресора државне безбједности Министарства унутрашњих послова Републике Српске (због болести половином 1997. године разријешен је дужности).
Пензионисан је 31. марта 1998. године (због болести). Службовао је у мјестима: Сарајево, Пале, Бијељина и Бања Лука. Од 4. априла 1992. до 14. децембра 1995. године учествовао је у Одбрамбено-отаџбинском рату српског народа у Босни и Херцеговини на дужностима начелника управе, замјеника начелника Ресора и начелника Ресора државне безбједности Министарства унутрашњих послова Републике Српске.
Током рада у Службу државне безбједности Министарства унутрашњих послова Социјалистичке Републике Босне и Херцеговине учествовао је на бројним савјетовањима и симпозијумима и аутор је више радова из области супротстављања Службе државне безбједности дјелатности страних обавјештајних служби, који су објављени у републичким и савезним билтенима службе.
Са породицом живи у Новом Саду. Члан је Удружења грађана "Завет отаџбини" од његовог оснивања.

## Одликовања и признања
- Орден Карађорђеве звијезде друтог реда